# Sylweriusz
Sylweriusz, Sylwery – imię męskie pochodzenia łacińskiego, którego patronem jest papież Sylweriusz.
Sylweriusz imieniny obchodzi 20 czerwca i 2 grudnia.
Znane osoby o imieniu Sylweriusz:
- Sylweriusz Królak — polski prawnik, członek Trybunału Stanu